# Jacob Clear
Pour les articles homonymes, voir Clear.
Jacob Clear, né le 18 janvier 1985 à Sydney, est un kayakiste australien.
Aux Jeux olympiques d'été de 2012 à Londres, il est sacré champion olympique de kayak à quatre 1 000 m avec Tate Smith, Dave Smith et Murray Stewart.